# Aéroport de Sylt
Pour les articles homonymes, voir GWT.
L'aéroport de Sylt (code IATA : GWT • code OACI : EDXW) est un aéroport desservant l'île allemande de Sylt et est situé dans la ville du même nom. Il propose essentiellement des vols commerciaux réguliers et saisonniers, ainsi que du vol à voile.
L'aéroport est parfois appelé Westerland/Sylt, d'après un quartier de la ville appelé Westerland, pourtant éloigné de l'aéroport.

## Histoire
L'île de Sylt est une destination estivale depuis le début du XXe siècle. Le premier aéroport fut établi après la Première Guerre mondiale, et en 1919, les premiers vols commerciaux débutent à destination de Weimar, Hambourg et Berlin.
Durant la Seconde Guerre mondiale, l'aéroport est significativement agrandi pour sa reconversion en base aérienne. Dans les années 1960, le trafic touristique redémarre et se développe fortement.
En 1990, l'aéroport de Sylt reçoit de nouveaux équipements, et peut alors recevoir des appareils moyen-courrier tels que les Boeing 737 ou les Airbus A319.
En juin 2015, Lufthansa CityLine annonce son intention d'assurer tout au long de l'année ses destinations saisonnières de Francfort et Munich.

## Situation
| Berlin · Brandebourg EuroAirport Basel-Mulhouse-Freiburg Freiburg · City Brême Cassel Cologne · Bonn Dortmund Dresde Düsseldorf Erfurt Francfort-Hahn Francfort · sur-le-Main Friedrichshafen Hambourg Hanovre Heringsdorf Karlsruhe · Baden-Baden Leipzig Lübeck Memmingen Munich Münster · Osnabrück Nuremberg Paderborn · Lippstadt Rostock Sarrebruck Stuttgart Sylt Weeze Mannheim |

## Compagnies aériennes et destinations
L'aéroport de Sylt propose les destinations suivantes :
| Compagnies                    | Destinations                                    |
| ----------------------------- | ----------------------------------------------- |
| Eurowings                     | Düsseldorf En saison : Stuttgart                |
| Lufthansa                     | En saison : Francfort, Munich-F. J. Strauß      |
| Luxair                        | En saison : Luxembourg-Findel                   |
| Rhein-Neckar Air              | En saison : Mannheim En saison charter : Cassel |
| Swiss International Air Lines | En saison : Zurich                              |
| Sylt Air                      | En saison : Hambourg-H.-Schmidt                 |

Édité le 16/02/2018. Actualisé le 07/03/2023.
L'aéroport international le plus proche est l'aéroport de Billund au Danemark, à environ 135 kilomètres au nord.

## Statistiques en nombre de passagers
Statistiques en nombre de passagers
| 2010 |  | 210000 |  |

| 2011 |  | 217500 |  |

| 2012 |  | 176000 |  |

| 2013 |  | 175000 |  |

| 2014 |  | 175000 |  |